# 罗赛姆
罗赛姆（法語：Rosheim，法語發音：[ʁosaim] ⓘ）是法国下莱茵省的一个市镇，属于莫尔塞姆区。

## 地理
罗赛姆（48°29'48"N, 7°28'10"E）面积29.55 平方千米，位于法国大東部大區下莱茵省，该省份为法国大陆部分最东部的省份，是阿尔萨斯的一部分，今与上莱茵省组成了阿尔萨斯欧洲集体，其南至上莱茵省，西南接孚日省和默尔特-摩泽尔省，西接摩泽尔省，北与德国接壤。
与罗赛姆接壤的市镇（或旧市镇、城区）包括：多尔利赛姆、比绍夫赛姆、伯尔什、格伦德尔布吕什、莫尔塞姆附近格里赛姆、莫尔基什、罗森维莱尔。
罗赛姆的时区为UTC+01:00、UTC+02:00（夏令时）。

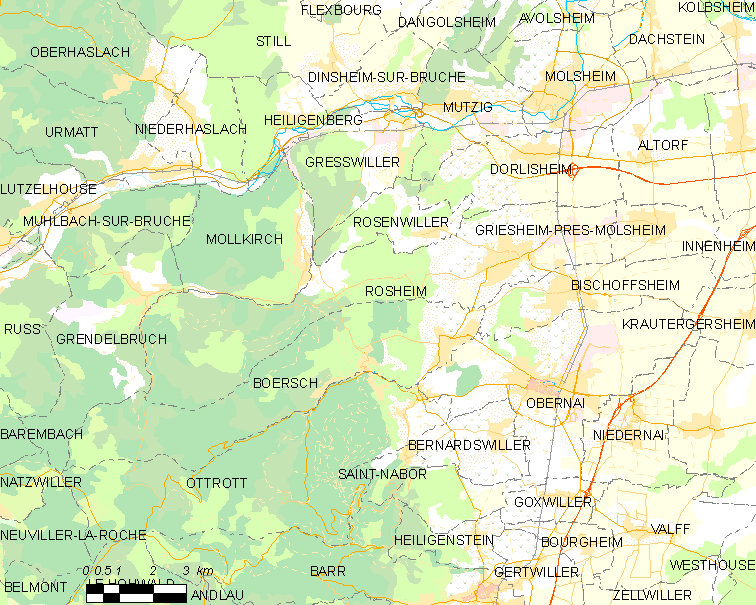
罗赛姆的OSM定位图

## 行政
罗赛姆的邮政编码为67560，INSEE市镇编码为67411。

## 政治
罗赛姆所属的省级选区为莫尔塞姆县。

## 人口

1962-2008年间罗赛姆人口变化图示

罗赛姆于2022年1月1日时的人口数量为5409人。